# José Payán
José Payán (Santiago de Cuba, 19 de noviembre de 1844-Nueva York, 18 de julio de 1919) fue un economista y financista cubano, que tuvo una activa participación en el resurgimiento de la economía peruana de fines del siglo XIX y comienzos del XX, periodo conocido como la Reconstrucción Nacional.

## Biografía
Hijo de Francisco Payán de Tejada y Montes y de Concepción de Reyna y Ladrón de Guevara Ascencio y Alvarado. Cursó sus estudios básicos en un colegio jesuita de La Habana. Luego estudió medicina.
En 1868, al estallar la guerra de la independencia de Cuba, se alistó en el ejército libertador. Llegó al grado de coronel e interinamente fue jefe de una división.
En 1874 abandonó el ejército cubano y marchó a la República Dominicana. Poco después pasó al Perú, donde radicaría en los siguientes cuarenta años de su vida. Prestó sus servicios como economista en la casa Harth y Cía., y Cohen y Cía., de la que llegó a ser gerente. Durante la guerra entre Perú y Chile, participó activamente en los preparativos de la defensa de Lima, encargándose de adiestrar a los reservistas.
Concluida la guerra, contribuyó a la reconstrucción económica de su país adoptivo, que se hallaba sumido en los escombros. Reconstituyó el crédito bancario, reorganizando el Banco del Callao y favoreciendo la entrada de capitales del exterior. Intervino en la fusión de los Bancos del Callao y el London Bank of México and South America, para dar nacimiento al Banco del Perú y Londres, del que fue gerente. Dicha institución se convirtió en el mayor exponente de la capacidad financiera de la República peruana, que renacía luego de la debacle bélica.
Fue el inspirador de las reformas monetarias y financieras del gobierno de Nicolás de Piérola (1895-1899) y de los siguientes gobiernos de la llamada República Aristocrática. Fue el artífice del establecimiento del patrón de oro en el sistema monetario (1897), que se tradujo en la creación de la libra peruana.
A su influjo se debió también el establecimiento de entidades como la Sociedad Recaudadora de Impuestos; la Caja de Depósito y Consignaciones; la Compañía Salinera del Perú; la Compañía Peruana de Vapores; la Compañía Administradora del guano; la Compañía Internacional de Seguros; la Compañía de Fósforos el Sol, etc.
Fue miembro de la comisión tripartita que adoptó el Código de Comercio. Se contó entre los fundadores de la Cámara de Comercio de Lima y fue presidente de la Bolsa Comercial.
En 1897, el gobierno de la naciente República de Cuba lo nombró como su agente especial en el Perú.
En 1905, tras décadas de ausencia, estuvo en Cuba. Falleció en Nueva York en julio de 1919.

## Publicaciones
- La cuestión monetaria en el Perú (1892)